# تپه مهین
تپه مهین مربوط به دوران‌های تاریخی پس از اسلام است و در شهرستان بویین زهرا، روستای مهین واقع شده و این اثر در تاریخ ۳ بهمن ۱۳۷۹ با شمارهٔ ثبت ۳۰۲۳ به‌عنوان یکی از آثار ملی ایران به ثبت رسیده است.